# Headhunter
Headhunter (pol. łowca głów) – pracownik (konsultant) agencji doradztwa personalnego świadczącej usługi executive search.
Praca headhuntera polega na identyfikacji menedżerów wysokiego szczebla lub szczególnie cenionych na rynku specjalistów, nawiązanie z nimi kontaktu w celu skłonienia ich do zmiany pracodawcy i przyjęcia oferty pracy swego klienta (tzw. poszukiwania bezpośrednie).
Proces rekrutacji przez łowców głów jest poufny.